# Гарсия, Мануэль (велогонщик)
Мануэль Гарсия (англ. Manuel García, род. 20 марта 1964) — гуамский шоссейный и трековый велогонщик. Участник летних Олимпийских игр 1992 года.

## Карьера
В 1992 году был включён в состав сборной Гуама на летних Олимпийских играх в Барселоне. На них выступил в четырёх гонках.
Сначала в командной гонке с раздельным стартом на 100 км. По её результатам сборная Гуама (в которую также входили Уил Ямамото, Джази Гарсия и Мартин Сантос) заняла 25 место, уступив занявшей первое место сборной Германии почти 35 минут.
Затем в индивидуальной гонке преследования. В его квалификации, из которой в основной раунд выходило 16 участника, показал 24-й результат, уступив около 20 секунды 16-у месту и закончил выступление.
Далее в командной гонке преследования. 
В её квалификации, из которой в основной раунд выходило 8 команд, сборная Гуама (в которую также входили Джази Гарсия, Мартин Сантос и Эндрю Мартин) показала 20-й последний результат, уступив 1 минуту 8-у месту и закончила выступление.
И последней стала групповая шоссейная гонка протяжённостью 194 км не смог финишировать как и ещё 69 гонщиков.